# Donji Varoš (Kotor Varoš)
Donji Varoš je, po starini, drugo naselje – mahala – u Kotor-Varošu. Kao i ostali varoši u Regionu, nastao je uz mjesnu tvrđavu. Naseobina Varoš razvijala se uz Kotor, koji je od osnutka bio stolno mjesto porodice Hrvatinića.
 Prema izvorima iz osmanlijske i austrougarske vladavine, Varoš (uključujući i Donji Varoš) se deklinirao kao imenica muškog roda.
Donji Varoš obuhvata sjeveroistočni dio nekadašnje ulice Idriza Masle (danas Svetozara Miletića), do potoka Uzlomac (desna pritoka Vrbanje), uključujući i Varošku džamiju (u današnjoj ulici Cara Dušana) i nekada kultno sastajalište mladeži i penzionera: kafe-bar i disko klub "Kesten".
Donji Varoš se brže urbanizirao od naselja Kotor,  ispod same utvrde, a do dans je razvio i industrijsku zonu.
Pedesetih i šezdesetih godina 20. stoljeća, naziv ovog naselja se spajao s nazivom Kotor – u Kotorvaroš.

## Povijest
Džamija u Donjem Varošu otvorena je 1938. godine, na zemljištu koje je vakufnamom poklonila porodica Imamović. Muho Imamović uvakufio je na dijelu svog posjeda i harem džamije, uključujući i džematsko mezarje. Srpske (para)vojne i policijske snage srušile su džamiju do temelja, 1992.
U anarhiji koja je nastala tokom oslobađanja Kotor Varoša, 1945, ubijeno je 13 mladića (uzrasta 13-18 godina) iz kotorvarskih muslimanskih porodica i hodža Semiz. Za zločin su okrivljeni članovi porodice Fazlić, koji su kasnije degradirani.
Tokom rata u Bosni i Hercegovini (1992-95.), Donji Varoš je zadesila ista sudbina kao i ostala nesrpska naselja u dolini Vrbanje. Vojska Republike Srpske, policijske i paravojne snage su porušili okolna bošnjačka sela, osobito ona uzvodno uz Vrbanju do Kruševa Brda, kao i sva bošnjačka sela nizvodno do Banje Luke. Lokalno stanovništvo je ubijano, a glavnina je protjerana.

## Stanovništvo
Kao posebna popisna jedinica, Varoš se prvi puta izdvaja 1931. godine.
| Kotor-Varoš               |             |                     |               |         |        |
| Naselje↓/Religija→        | Muhamedovci | Istočno-pravoslavni | Rimo-katolici | Jevreji | Ukupno |
| Čepak                     | 10          | 15                  | 236           | –       | 261    |
| Kotor katolički (Zagrađe) | –           | 7                   | 104           | –       | 111    |
| Kotor turski              | 184         | 5                   | 20            | 209     | 418    |
| Kotorište                 | 6           | 42                  | 201           | 1       | 250    |
| Slatina na Vrbanji        | –           | –                   | 69            | –       | 69     |
| Varoš                     | 270         | 21                  | 9             | –       | 300    |
| Ukupno                    | 470         | 90                  | 639           | 210     | 1409   |

Poznatije starosjedilačke prodice iz Donjeg Varoša su:
- Alibegović,
- Beganović.
- Čauš,
- Čaušević,
- Hadžiselimović,
- Hozić,
- Imamović,
- Karaselimović,
- Mehmedović,
- Memišević,
- Omerkadić,
- Selman,
- Spahić,
- Šugić,
- Zaimović
 i druge